# ГЕС Рефсдал
ГЕС Рефсдал – гідроелектростанція на півдні Норвегії за сотн. кілометрів на північний схід від Бергену. Знаходячись між ГЕС Малсет (23,5 МВт) та ГЕС Hove, входить до складу гідровузла, який використовує ресурс, зібраний на південь від Согне-фіорду.
Забір води для роботи станції відбувається із водосховища Malsetevatnet, створеного на річці Pyttane, правій притоці Arnafjordvassdraget, котра впадає до Arnafjorden (одна із заток Согне-фіорду). Цей резервуар має корисний об’єм 19,3 млн м3, що забезпечується коливанням рівня між позначками 829,9 та 862,9 метрів НРМ. 
На південний захід від Malsetevatnet знаходиться розташоване на річці Gravseta (ліва притока Arnafjordvassdraget) водосховище Kvilesteinsvatn. Цю водойму з корисним об’ємом 60,8 млн м3, що забезпечується коливанням рівня між позначками 895 та 920 метрів НРМ, утримує насипна гребля висотою 35 метрів. До сховища прокладено короткий тунель довжиною лише кілька сотень метрів від водозабору на Langavatngrovi, лівому допливі Gravseta, котрий впадає нижче греблі. Невдовзі після виходу річки з Kvilesteinsvatn на ній облаштовано водозабір, від якого до Malsetevatnet прямує тунель довжиною понад 8 км. На своєму шляху він підбирає ресурс із Svartavatnelvi та Kystfelt (праві притоки Gravseta), Ramsligrovi (впадає ліворуч до Arnafjordvassdraget), Vestre ramslifjellgrovi і Austre ramslifjellgrovi (ліві допливи Siskargrovi, ктора в свою чергу є лівою притокою Arnafjordvassdraget), та, нарешті, самої Arnafjordvassdraget. На останній вище по течії знаходиться водосховище Skjellingavatn з корисним об’ємом 25,6 млн м3, що забезпечується коливанням рівня між позначками 958 та 969 метрів НРМ. 
Зі сходу до Malsetevatnet через ГЕС Малсет подається ресурс, деривований зі сточища Viksvassdraget (впадає у основну частину Согну-фіорду) та верхів’я Jordalselvi (відноситься до басейну Aurlandsfjorden, іншої затоки Согне-фіорду, розташованої на схід від Arnafjorden).
Із Malsetevatnet у північно-східному напрямку прямує головний дериваційний тунель довжиною 5 км. Майже одразу він сполучається з бічною водозбірною системою, тунель якої має довжину понад 5 км та подає ресурс із заходу, з водозаборів на річці Tura (впадає у Arnafjorden трохи північніше від Arnafjordvassdraget) та її правій притоці Krokeggigrovi, річці Rivedalsgrovi (права притока Arnafjordvassdraget) та Vestre pyttebakkgrovi і Austre pyttebakkgrovi (праві допливи Pyttane, що впадають нижче за Malsetevatnet).
Станцію запустили у 1958-му з однією турбіною типу Пелтон потужністю 11,4 МВт, до якої за десять років додали дві турбіни типу Френсіс потужністю по 40 МВт. Наразі тут працюють дві гідроагрегати з радіально-осьовими турбінами, модернізованими до показника у 46 МВт. Вони використовують напір у 514 метрів та забезпечують виробництво 455 млн кВт-год електроенергії на рік.
Відпрацьована вода відводиться до водозбірної системи наступної станції гідровузла.